# Kurt McKinney
Kurt McKinney (* 15. Februar 1962 in Louisville, Kentucky) ist ein US-amerikanischer Schauspieler.

## Leben
In den 1980er Jahren zog der ausgebildete Kampfsportler McKinney nach Hollywood, wo er eine Filmlaufbahn in Actionfilmen startete. Sein Filmdebüt hatte er 1986 mit einer Rolle in dem Actionfilm Karate Tiger, in dem auch der bis dahin unbekannte Jean-Claude Van Damme mitwirkte.
In der Folge hatte er Gastauftritte in Fernsehserien wie Ein Engel auf Erden und Alf. Es folgte die Rollen als Ned Ashton in der Seifenoper General Hospital, die er von 1988 bis 1991 spielte und für die er 1990 mit dem Soap Opera Digest Award für den Outstanding Male Newcomer: Daytime (überragenden männlichen Neuling in einer Seifenoper des Tagesprogramms) ausgezeichnet wurde. Von 1997 bis 2009 spielte er Matt Reardon in der Fernsehserie Springfield Story.
McKinney ist verheiratet und hat zwei Kinder.

## Filmografie (Auswahl)
- 1986: Alf (1x08)
- 1986: Karate Tiger
- 1987: Ein Engel auf Erden
- 1988: General Hospital
- 1993: Der Racheschwur
- 1996: Blonde Rache
- 1997–2009: Springfield Story
- 2000: Mut zur Liebe
- 2024: The Last Kumite